# Gabriel Blanco del Castillo
Gabriel Blanco (Cádiz, 1936- Madrid, 1991) fue un arquitecto y cineasta español.
Su pasión principal fue el cine donde destacó por su enfoque innovador y su capacidad para combinar su formación arquitectónica con narrativas cinematográficas. Realizó siete cortometrajes, por los que recibió varios premios nacionales e internacionales. Sus cortometrajes reflejan una mezcla de temáticas sociales, psicológicas y artísticas, con un enfoque experimental. Su obra, estudiada en publicaciones como "Gabriel Blanco: arquitectura y cine, cine y psicoanálisis, dibujo animado, pedagogía cinematográfica, cortometrajes" (editado por Rafael Utrera y Manuel Palacio, 1999), que analiza su biografía, producción y el contexto de censura y crítica de su época. Fue profesor de Comunicación Audiovisual y Publicidad en la Facultad de Ciencias de la Información de la Universidad Complutense de Madrid.

## Obra cinematográfica: cortometrajes
- Algo de amor (1965)
- La edad de la piedra (1965)
- Cualquier mañana (1969)
- De purificatione automobilis (1974)
- Vía libre al tráfico (1975)
- La edad del silencio (1978), sobre dibujos de Ops, Concha de Oro en el XXVI Festival Internacional de Cine de San Sebastián 1978 al mejor Cortometraje.
- Felicidad (1980)